# 卡洛·弗雷戈西
卡洛·弗雷戈西（義大利語：Carlo Fregosi，1890年10月15日—1968年11月13日），生于萨沃纳，意大利前男子竞技体操运动员。他曾获得1912年和1920年夏季奥运会体操比赛男子团体全能金牌。